# NGC 472
NGC 472 је лентикуларна галаксија у сазвежђу Рибе која се налази на NGC листи објеката дубоког неба.
Деклинација објекта је + 32° 42' 30" а ректасцензија 1h 20m 28,9s. Привидна величина (магнитуда) објекта NGC 472 износи 13,1 а фотографска магнитуда 14,0. NGC 472 је још познат и под ознакама UGC 870, MCG 5-4-22, CGCG 502-34, PGC 4833.